# Anthony Hart
Anthony Hart (c. 1754 – 1831) est un avocat britannique et Lord Chancelier d'Irlande de 1827 à 1830. 

## Biographie
Il est né vers 1754 dans l'île de Saint-Kitts, dans les Antilles. Il aurait fait ses études à la Tunbridge School et aurait été prédicateur unitaire à Norwich pendant une courte période. Il est admis comme étudiant au Middle Temple en 1776 et est admis au barreau en 1781. 
Il se limite exclusivement au travail lié à l'équité. Après avoir exercé vingt-six ans au barreau, il est nommé conseiller du roi en 1807 et, la même année, élu conseiller de son barreau. En 1816, il est nommé solliciteur général de la reine Charlotte. Nommé vice-chancelier de la Haute Cour d'Angleterre à la place de sir John Leach, il est nommé conseiller privé et est fait chevalier en 1827. Il prend sa place à la cour du vice-chancelier le mois suivant. 
À la suite de la démission du ministère de Lord Liverpool en mars 1827, Lord Manners démissionne de ses fonctions de Lord Chancelier d'Irlande. Lord Plunket aurait été son successeur naturel, mais George IV désapprouve le soutien de Plunket à l'émancipation des catholiques. Au lieu de cela, Manners reste en poste jusqu'à ce qu'un successeur soit trouvé. Finalement, en octobre 1827, Frederick John Robinson, à la surprise du barreau irlandais, propose Hart pour le poste de Lord Chancelier d'Irlande. 
En acceptant cette charge, Hart stipule expressément qu'il ne devait pas se mêler de politique, ni générale, ni locale, ni religieuse, que ce soit celle des papistes et des orangistes, il ne devait rien savoir. Il prête serment à Dublin le 5 novembre 1827 et prend sa place à la cour de chancellerie le lendemain. Il est immédiatement impliqué dans un grave malentendu avec le maître des rôles irlandais concernant le droit de ce dernier à nommer un secrétaire. 
Il fait de son mieux pour raccourcir les plaidoiries, qu’il considère comme « trop prolifiques en Irlande ». Alors qu'il est Lord chancelier, un cas singulier concernant les droits du barreau irlandais est soulevé, dont on trouve- un compte rendu détaillé dans La vie des lord chanceliers d'Irlande de O'Flanagan. 
À la formation du gouvernement de Charles Grey (2e comte Grey) vers la fin de 1830, Lord Plunket est nommé à la place de Hart. Celui-ci siège pour la dernière fois en tant que Lord chancelier le 22 décembre 1830 et William Saurin prononce un discours d'adieu au nom du barreau. 
Hart est un homme aimable, un avocat avisé, un juge patient et urbain. Ses jugements sont à la fois capables et impartiaux et sont rendus de manière lucide et silencieuse. Il est dit « comme un fait sans précédent que pas une seule décision de sa part n'a jamais été modifiée ni annulée ». 
Il meurt à Cumberland Street, Portman Square, à Londres, le 6 décembre 1831. Une gravure d'après un portrait de Hart, dessinée par Cahill, constitue le frontispice du premier volume du « Irish Law Recorder ». 